# Csíkménaság borvízforrásai és népi fürdője
Csíkménaság borvízforrásai a Taploca-patak és mellékpatakai, a Vígaszó és Székaszó völgyeiben törnek a felszínre.

## Története
A Csíkménaság északkeleti határában feltörő források kénhidrogénes jellegűek, jótékony hatásukat már a régmúltban is ismerték és hasznosították az itt élők. 
Vitos Mózes szerint a Vígaszó-patak völgyében feltörő Vígasszó nevű forrás volt a legnevezetesebb az itteni borvizek között. A kékes-fekete színű, különös „kotlós tojás” szagot árasztó ásványvizet fürdésre használták a gyógyulni vágyók. A betegek hozzátartozói nagy fakádakba merték ki és forró kövekkel melegítették fel a forrás alig 6 fokos vizét, hogy kellemesebb legyen a fürdőzés. Volt aki csebrekben, kádakban házhoz is szállította és úgy használta a gyógyvizet. 
1878-ban Benedek Gábor, Csíkménaságon élő kántortanító bérbe vette a tulajdonostól a forrást. Egy 3×2 m deszkamedencébe foglaltatta a jótékony borvizet és öltözőkabinokkat építtetett a medence körül. A következő évben egy szerény, kis férőhelyű étkezésre és éjszakai szállásra is alkalmas deszkaépítményt is létesített a fürdőnél, melyet a vendégek csapott fedele miatt tréfásan „kanfaru vendéglőnek” neveztek. A pár évig működő és nemcsak a helybéliek által kedvelt fürdő haszonbérletét nem újították meg, ezért annak állapota fokozatosan leromlott, napjainkban csak a forrás létezik. 
Ismert borvíz Csíkménaságon még a Vigasszóbeli fürdőtől 50 méterre keletre található Szemvíz forrás és a Büdöskút forrás. A Pottyond és Ménaság közötti réten feltörő Egerfeje borvíz mára elmocsarasodott, nem használják.

## Jellegzetessége
Csíkménaság kénes borvizei magnézium-kalcium-hidrogén-karbonát és kalcium-nátrium-hidrogén-karbonát jellegűek.

## Gyógyhatása
A Vígasszó forrás vizét fürdőzésre, reumatikus bántalmak, kelések és fekélyek kezelésében használták, a Szemvíz forrás vizét szemvízként alkalmazták.